# Aplidium sagamiense
Aplidium sagamiense är en sjöpungsart som beskrevs av Takasi Tokioka 1967. Aplidium sagamiense ingår i släktet Aplidium och familjen klumpsjöpungar. Inga underarter finns listade i Catalogue of Life.